# Ona Batlle
Ona Batlle (født 10. juni 1999) er en kvindelig spansk fodboldspiller, der spiller som forsvar for Manchester United i FA Women's Super League og Spaniens kvindefodboldlandshold.
Hun fik sin officielle debut på det spanske landshold i 17. maj 2019 mod Cameroun, hvor hun blev indskiftet i halvlegen for Eunate Arraiza. Battle var dog ikke med i den endelige trup ved VM i fodbold 2019 i Frankrig. Hun blev også udtaget til landstræner Jorge Vildas officielle trup mod EM i fodbold for kvinder 2022 i England.
Den 13. juli 2020 skrev hun under på en to-årig kontrakt med den engelske storklub Manchester United i FA Women's Super League.